# Via Valeria

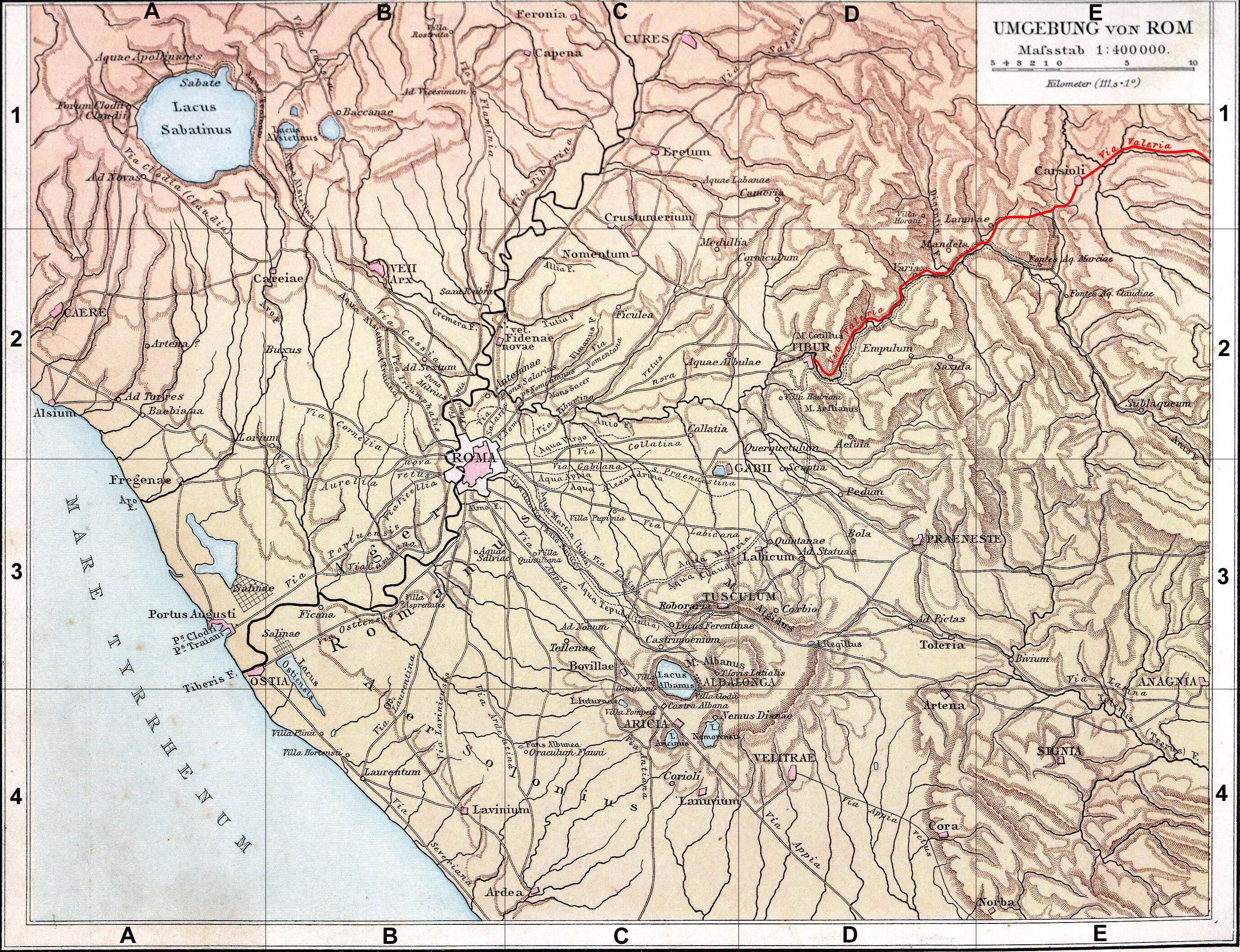
La voie Valérienne sur une carte du Latium antique
(1886, G. Droysens Allgemeiner Historischer Handatlas)

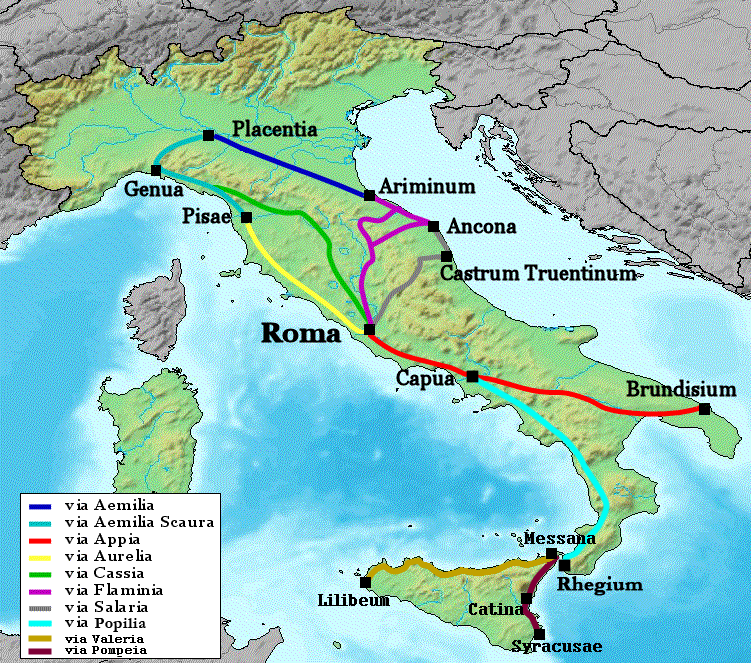
Quelques voies romaines d'Italie, avec notamment les viae Flaminia (violet) et Salaria (gris).

La voie Valérienne ou voie Tiburtine Valérienne (latin : Via Valeria ou Via Tiburtina Valeria) est une voie romaine antique de l'Italie qui est la continuation vers le nord-est de la voie Tiburtine, qui relie Rome à Tibur. Cette voie est prolongée dans la vallée de l'Anio et au-delà probablement par l'intermédiaire du censeur Marcus Valerius Messalla en 154 av. J.-C.
Elle passe par Varia, près de la source de l'aqueduc Anio Vetus, puis, longeant encore quelque peu l'Anio avant de se diriger dans les Apennins par Carsioli :
- Tibur (Tivoli)
- Carseoli (Carsoli)
- Alba Fucens (Alba Fucense)
- Corfinium (San Pelino)
- Teate (Chieti)

La seconde partie de la voie prend l'itinéraire suivant, longeant la côte adriatique à partir de Pescara, se joignant à la Via Salaria à Castrum Truentium jusqu'à Ancône où elle croise la Via Flaminia :
- Ostia Aterni (Pescara)
- Hadria (Atri)
- Castrum Truentium
- Potentia (Potenza)
- Numana (Humana)
- Ancona

Il existe une autre voie Valérienne, en Sicile, raccordant Messine à Syracuse.
Une voie romaine du même nom a aussi existé en France, le long de la vallée du Rhône, en Ardèche,.